# Go Youn-jung
Dans ce nom coréen, le nom de famille, Go, précède le nom personnel.
Go Youn-jung (coréen : 고윤정) née le 22 avril 1996 à Séoul, est une actrice et mannequin sud-coréenne.

## Biographie

### Jeunesse et formation
Née à Séoul elle étudie l'art contemporain à l'Université des femmes de Séoul.

## Carrière professionnelle

### Carrière de mannequin
Après avoir obtenu son diplôme, elle rejoint MAA Entertainment en tant que mannequin et actrice. D'abord elle fait du mannequinat pour Nike, Giorgio Armani et SK Telecom.
En 2021, elle est ambassadrice de Boucheron. Elle devient ensuite la nouvelle égérie de la marque Marithé et François Girbaud.
En février 2023, elle apparaît dans des publicités pour Dior.

### Carrière d'actrice
En 2019 elle a fait ses débuts dans He Is Psychometric sur TVN. Elle également joué dans Sweet Home sur Netflix.
Elle est surtout connue pour son rôle dans Hunt (2022), qui lui vaut un certain nombre de récompenses et de nominations en Corée du Sud, dont une nomination aux Buil Film Awards et aux Grand Bell Awards.

## Filmographie

### Cinéma
- 2022 : Hunt : Jo Yoo-jeong

### Télévision
- 2019 : He Is Psychometric : Kim So-hyun
- 2020 : The School Nurse Files : Choi Yoo-jin
- 2020 - 2023 : Sweet Home : Park Yu-ri
- 2021 : Law School : Jeon Ye-seul
- 2022 - 2023 : Alchemy of Souls : Nak-su / Cho Yeong / Jin Bu-yeon
- 2023 : Moving : Jang Hui-soo
- 2023 - 2024 : Death's Game : Lee Ji-su
- 2025 : Resident Playbook : Oh Yi-young
- 2025 : Can This Love Be Translated? : Cha Mu-hee

## Récompenses et nominations

### Nominations
- 2022 : 
  - Buil Film Awards : Meilleur espoir féminin pour Hunt

- 2022 : 
  - Grand Bell Awards : Meilleur espoir féminin pour Hunt

- 2023 : 
  - Baeksang Arts Awards : Meilleur espoir féminin pour Hunt

- 2023 : 
  - Blue Dragon Film Awards : Meilleur espoir féminin pour Hunt

- 2024 : 
  - Baeksang Arts Awards : L'actrice la plus populaire pour lui-même